# 8. maj
8. maj je 128. dan leta (129. v prestopnih letih) v gregorijanskem koledarju. Ostaja še 237 dni.

## Dogodki
- 1429 – francoska vojska pod poveljstvom Ivane Orleanske pri Orléansu porazi Angleže
- 1886 – John Pemberton zvari prvo Coca-Colo
- 1894 – Mihajlo Pupin prijavi patent za izdelavo aparatov za telefonske in brzojavne prenose na velike razdalje
- 1902 – izbruh ognjenika Mt. Pelée na otoku Martinique uniči mesto Saint Pierre in zahteva 40.000 žrtev
- 1939 – Španija izstopi iz Društva narodov
- 1942 – ameriška postojanka na Corregidoru kapitulira
- 1945:
  - podpis brezpogojne nemške kapitulacije, ki jo v Berlinu podpiše Wilhelm Keitel
  - britanska 8. armada skupaj s slovenskimi partizanskimi enotami in motoriziranim odredom jugoslovanske 4. armade pride na Koroško in v Celovec
- 1970 – Beatlesi objavijo zadnji album
- 1978 – Reinhold Messner in Peter Habeler se kot prva človeka brez dodatnega kisika povzpneta na Mount Everest
- 1989 – slovenska opozicija prebere Majniško deklaracijo za samostojno Slovenijo
- 2014 – Tinkara Kovač na Pesmi Evrovizije 2014 Sloveniji pribori veliki finale.

## Rojstva
- 1326 – Ivana I., grofica Auvergne in Boulogne, francoska kraljica († 1360)
- 1662 – Maria Aurora Königsmark, nemška grofica († 1728)
- 1737 – Edward Gibbon, angleški zgodovinar († 1794)
- 1810 – grof Friedrich von Thun und Hohenstein, avstrijski diplomat († 1881)
- 1828 – Jean Henri Dunant, švicarski človekoljub, nobelovec 1901 († 1910)
- 1842 – Emil Christian Hansen, danski botanik († 1909)
- 1884 – Harry S. Truman, ameriški predsednik († 1972)
- 1892 – Stanislaw Sosabowski, poljski general († 1967)
- 1895 – José Gómez Ortega - Joselito, španski bikoborec († 1920)
- 1899 – Friedrich August von Hayek, avstrijsko-britanski ekonomist († 1992)
- 1903 – Fernand Joseph Désiré Contandin-Fernandel, francoski gledališki, filmski igralec, komik († 1971)
- 1906 – Roberto Rosselini, italijanski filmski režiser († 1977)
- 1914 – Janko Moder, slovenski prevajalec, urednik, publicist († 2006)
- 1914 – Romain Gary francoski pisatelj († 1980)
- 1916 – Jõao Havelange brazilski nogometni funkcionar († 2016)
- 1919 – Lex Barker, ameriški filmski igralec († 1973)
- 1922 – Neuma Gonçalves da Silva, brazilska plesalka sambe († 2000)
- 1926 – sir David Attenborough, britanski dokumentarist in naravoslovec
- 1932 – Sonny Liston, ameriški boksar težke kategorije († 1970)
- 1960 – Franco Baresi, italijanski nogometaš
- 1963 – Helena Blagne Zaman, slovenska pevka
- 1966 – Claudio Taffarel, brazilski nogometaš
- 1968 – Veronika Šarec, slovenska alpska smučarka
- 1970 – Naomi Klein, kanadska aktivistka
- 1975 – Enrique Iglesias, špansko-ameriški pevec
- 1978 – Lúcio, brazilski nogometaš

## Smrti
- 1063 – Ramiro I., aragonski kralj (* 1007)
- 1157 – Ahmad Sandžar, seldžuški sultan (* 1085)
- 1192 – Otokar IV., štajerski vojvoda (* 1163)
- 1220 – Riheza Danska, švedska kraljica (* 1174)
- 1245 – Beatrika d'Este, ogrska kraljica (* 1215)
- 1268 –  Tomaž Arhidiakon, hrvaški latinist, zgodovinar in državnik (* 1200)
- 1278 – cesar Duanzong, cesar dinastije Song (* 1268)
- 1287 – Prijezda I. Kotromanić, bosanski ban (* 1211)
- 1319 – Hakon V., norveški kralj (* 1270)
- 1418 – Carlo Zeno, beneški admiral (* okrog 1333)
- 1785 – Pietro Falca - Pietro Longhi, italijanski (beneški) slikar (* 1702)
- 1788 – Giovanni Antonio Scopoli, italijanski naravoslovec (* 1723)
- 1794 – Antoine-Laurent de Lavoisier, francoski kemik (* 1743)
- 1842 – Jules Dumont d'Urville, francoski kontraadmiral, raziskovalec (* 1790)
- 1873 – John Stuart Mill, angleški filozof (* 1806)
- 1880 – Gustave Flaubert, francoski pisatelj (* 1821)
- 1936 – Oswald Spengler, nemški filozof, zgodovinar (* 1880)
- 1967 – Elmer Rice, ameriški pisatelj (* 1892)
- 1982 – Gilles Villeneuve, kanadski voznik formule 1 (* 1950)
- 1988 – Robert Anson Heinlein, ameriški pisatelj (* 1907)
- 1988 – Domingo López Ortega, španski matador (* 1906)
- 1990 – Luigi Nono, italijanski skladatelj (* 1924)
- 1992 – Sergej Vladimirovič Obrazcov, ruski lutkar (* 1901)
- 1993 – Debiprasad Chattopadhyaya, indijski moderni filozof (* 1918)
- 1999 – Dirk Bogarde, britanski filmski igralec (* 1921)
- 2007 – Janez Švajncer, slovenski pisatelj, publicist in prevajalec (* 1920)
- 2013 – Jeanne Cooper, ameriška filmska in televizijska igralka (* 1928)